# Matrashaus

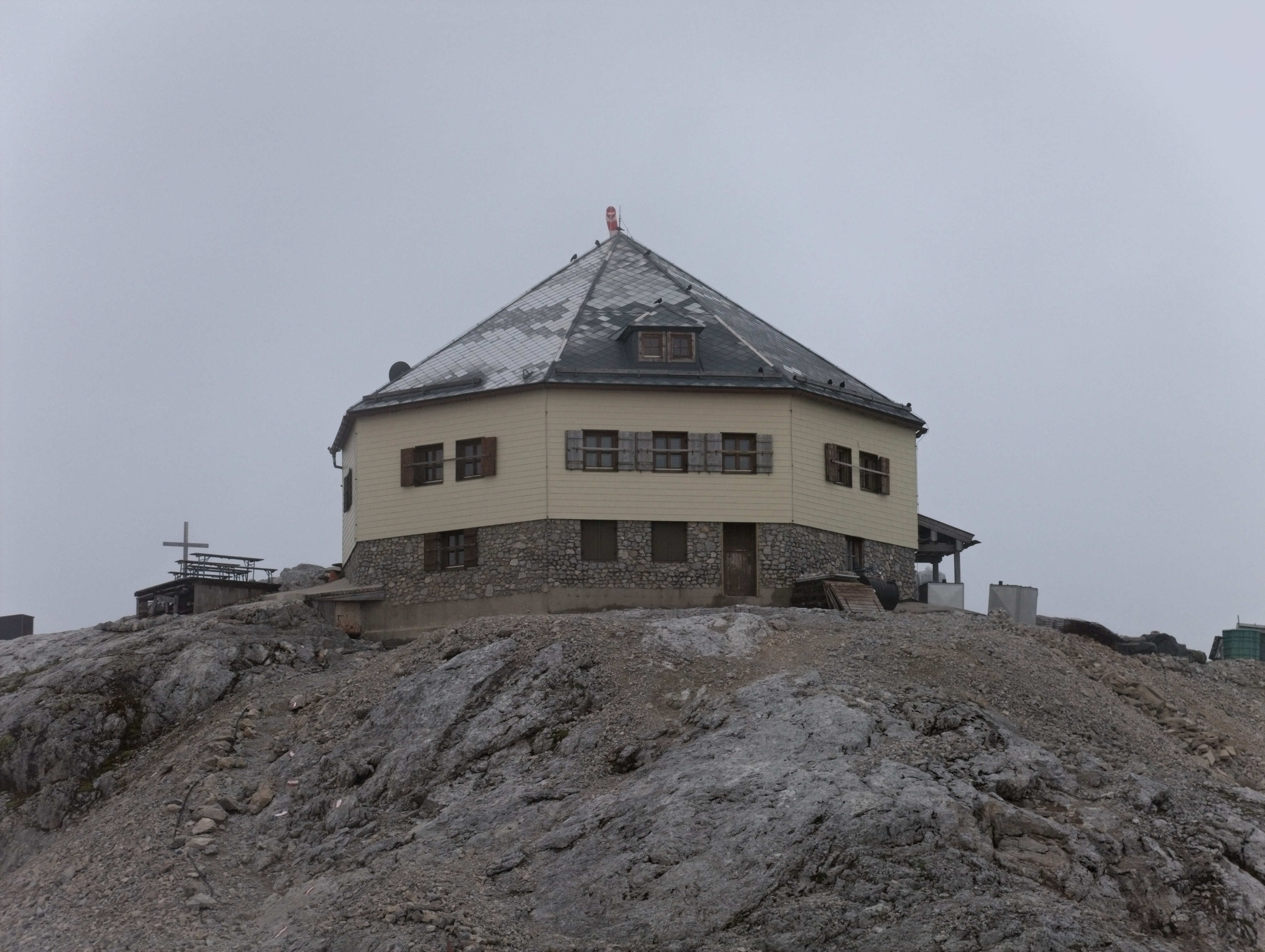
Matrashaus

Het Matrashaus is een berghut in de Oostenrijkse Alpen. Deze berghut heet voluit het Franz-Eduard-Matras-Haus. Ze ligt op de top van de 2941m hoge Hochkönig in de Berchtesgadner Alpen. Ze wordt beheerd door de ÖTK (Österreichischer Touristenklub).

## Geschiedenis
In 1865 werd voor het eerst een kleine hut gebouwd op de Hochkönig. In 1894 werd het ÖTK aangesteld om een nieuwe hut te bouwen. Op 15 augustus 1898 werd het Kaiser-Jubiläums-Schutzhaus (naar aanleiding van 50-jarige bewind van keizer Franz Joseph van Oostenrijk) ingehuldigd.

In 1913 zou de beroemde Franz Ferdinand, door keizer Franz Joseph benoemd als zijn troonopvolger, deze hut krijgen. De toenmalige voorzitter van de ÖTK, Franz Eduard Matras, kon dit, na een gesprek met de keizer, verhinderen. Het is door dit voorval dat de hut in 1932 zijn naam kreeg.

Het Matrashaus brandde op 4 mei 1982 volledig af. Na de wederopbouw werd ze op 1 september 1985 heropend.

## Routes
Het Matrashaus is voor de geoefende wandelaar te bereiken via twee relatief makkelijke routes:

Vanaf Arthurhaus (1502m) langs Mitterfeldalm (duur: 5 uur)

Vanuit Werfen (548m) over Dielalm (1026m) en de Ostpreußenhütte (1625m) (duur: 6-8 uur)
Andere mogelijke routes (voor de gevorderde bergwandelaar):

Vanaf Dientner Sattel (Birgkarhaus 1546m) langs de Birgkar (duur: 4-6 uur)

Vanuit Hinterthal (1020m) langs de Teufelslöcher (duur: 7-9 uur)